# Äolisches Sediment
Als äolisches Sediment (benannt nach Aiolos, dem griechischen Gott des Windes) bezeichnet man vom Wind transportierte und auch von ihm abgelagerte Sedimente. Weil das Transportmedium Luft im Vergleich zur Strömung des Wassers sehr geringe Dichte und Viskosität hat, sind äolische Sedimente sehr  feinkörnig mit einer maximalen Korngröße im Mittelsandbereich (0,20–0,63 mm).

## Transportmechanismen
Beim Transport sind drei Arten zu unterscheiden: Transport in Suspension („schwebend“) sowie durch Saltation („springend“) und Reptation („kriechend“). Körner, die von einer turbulenten Strömung in Suspension gehalten werden, bezeichnet man als Schwebfracht. Sedimente, welche am Boden rollen oder gleiten (Reptation) oder sich springend (saltierend) über diesen bewegen, werden als Bodenfracht bezeichnet. Die drei Transportmechanismen (Suspension, Saltation, Reptation) ähneln denen im Wasser. Wann ein Sedimentkorn in Bewegung gerät und wieder sedimentiert wird, zeigt das Hjulström-Diagramm.
Die verschiedenen Arten des Windtransports sind in der Realität gut zu unterscheiden. Schwebstofftransporte erfolgen in Staubstürmen, die kilometerhoch in die Luft reichen und weite Entfernungen überwinden können. Bei der Saltation (und Reptation) können Sandstürme entstehen, die sich durch bis zu zwei Meter hoch über den Boden springende Sandkörner auszeichnen.

## Geografische Verbreitung
Das Hauptverbreitungsgebiet der äolischen Sedimente sind die subtropischen Trockengürtel der Erde. Grund dafür sind die dort vorherrschenden klimatischen Bedingungen, welche eine Kombination von hohen Windgeschwindigkeiten und Trockenheit verursachen. Auch das Fehlen einer erosionshemmenden Vegetation erleichtert den äolischen Transport dieser Sedimente. Kommt es zur Akkumulation von äolischen Sedimenten, bilden sich spezielle geomorphologische Formen wie z. B. Dünen.

## Beispiele
Ein wichtiges und weitverbreitetes äolisches Sediment ist der Löss, eine Ablagerung aus den quartären Kaltzeiten. Er besteht überwiegend aus Schluff, ist in der gemäßigten Klimazone weit verbreitet und bildet oft sehr fruchtbare Böden.
Auch die mediterrane Terra rossa ist teilweise äolisch und enthält nach neueren Analysen roten
mineralischen Staub aus der Sahara und der Sahelzone.
Sandsteine, die als äolische Sedimente entstanden, weisen meist eine sehr gute Sortierung auf, das heißt, dass die Körner alle ähnlich groß sind. Unter diesen Bedingungen ist der verbleibende Hohlraum zwischen den Körnern besonders groß, so dass in den Hohlräumen Wasser, aber auch Erdöl oder Erdgas gespeichert sein können. Ein Beispiel ist der Schneverdinger-Sandstein des Unterperm, der in Norddeutschland ein wichtiges Erdgasspeichergestein ist.
Selten sind nicht-siliziklastische Dünen, die aus Kalkpartikeln in Strandnähe tropischer Meere gebildet werden.